# Erazm Sztieppa
Erazm Konstantinowicz Sztieppa, ros. Эразм Константинович Штеппа (ur. 9 października 1925 r. w Nieżyniu) – radziecki kolaborant III Rzeszy, wojskowy Wehrmachtu pod koniec II wojny światowej, łagiernik.
Ukończył szkołę podstawową, a następnie średnią w Kijowie. Po zajęciu miasta przez wojska niemieckie we wrześniu 1941 r., zgłosił się dobrowolnie pod koniec grudnia wraz z grupą miejscowej młodzieży na wyjazd na roboty do Niemiec. Pracował w zakładach Kruppa. Został tam aresztowany za próbę ucieczki, po czym osadzono go w obozie karnym nr 21 w Weiterstadt. Po wypuszczeniu na wolność jesienią 1942 r. powrócił do okupowanego Kijowa. Jesienią 1943 r. wraz z rodziną ewakuował się do Niemiec. Pod koniec 1944 r. wstąpił do Wehrmachtu. Służył w oddziale łączności na froncie wschodnim. Pod koniec wojny dostał się do niewoli sowieckiej. Osadzono go w obozie jenieckim na Ukrainie, skąd latem 1945 r. próbował nieskutecznie zbiec. Aresztowano go, po czym przebywał w więzieniach w Kowlu, Równem, a następnie Kijowie. W grudniu 1945 r. został skazany na karę 20 lat łagrów. Osadzono go w obozach pracy w Magadanie. Na pocz. września 1955 r. w wyniku amnestii został wypuszczony na wolność. Po 1991 r. wyjechał do USA.